# Dead Bang – Kurzer Prozess
Dead Bang – Kurzer Prozess (Originaltitel: Dead Bang) ist ein Actionfilm mit Don Johnson aus dem Jahr 1989.

## Handlung
Der geschiedene Beamte des Los Angeles County Sheriff’s Department (LASD) Jerry Beck hat ein Alkoholproblem. Als ein anderer Beamter getötet wird, ermittelt Beck. Er kommt in eine Kleinstadt, in der rassistische Parolen sogar im Büro des Sheriffs hängen. Der Sheriff zeigt sich unkooperativ. Beck stellt fest, dass hinter der Tat rechtsradikale Hintermänner stehen.

## Kritiken
- Jonathan Rosenbaum schrieb im Chicago Reader, dass Don Johnson ein effizienter Darsteller im Fernsehen sei, aber schlecht auf der Kinoleinwand wirke. Die Kameraarbeit sei nett.[1]
- Hal Hinson schrieb in der Washington Post, dass Don Johnson einen der typischen Polizistencharaktere spiele, die von der Familie getrennt sind und sich von Pizza ernähren. Johnson spiele diese Rolle besser, als man es erwarten würde. Die Regie von John Frankenheimer sei straff, weswegen die Actionszenen unpersönlich wirken würden.[2]

## Sonstiges
Der Actionfilm wurde in Kalifornien und in Kanada gedreht. Er spielte in den US-Kinos über 8 Millionen Dollar ein.
Der Film startete in:
- USA am 29. März 1989
- Schweden am 14. Juli 1989
- Norwegen am 26. Juli 1989
- Finnland am 26. August 1989